# Propithecus edwardsi
Propithecus edwardsi (лат.) — вид приматов из семейства индриевых. Это достаточно крупный лемур, эндемик восточных прибрежных дождевых лесов Мадагаскара. Отличается чёрной шерстью с седловидной светлой отметиной на спине. Близкородственный вид — диадемовый сифака, подвидом которого он ранее считался. Видовое латинское название дано в честь французского зоолога Анри Мильн-Эдвардса (1800—1885).

## Описание

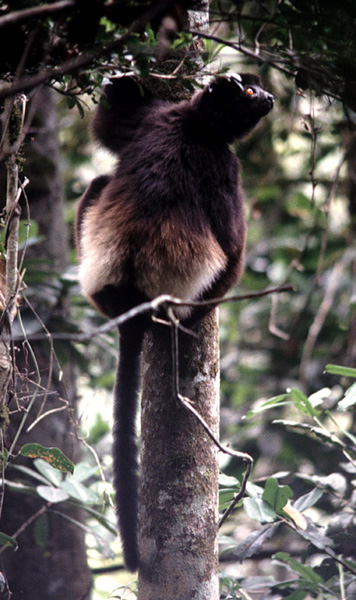
Propithecus edwardsi в национальном парке Ранумафана

Это второй по величине вид в составе рода Propithecus и один из крупнейших дневных лемуров вообще. Средний вес самца составляет 5,9 кг, средний вес самки 6,3 кг. Длина тела в среднем 47,6 см для самцов и 47,7 см для самок. Хвост немного короче тела, длина его составляет около 45,5 см или 94 % общей длины тела.
Глаза оранжево-красные, мордочка безволосая, небольшая, с тёмной кожей, окружена кольцом из тёмно-коричневой или чёрной шерсти. Шерсть на теле длинная, в основном тёмно-коричневая или чёрная, в центре спины и по бокам кремового цвета. Половой диморфизм не выражен.
Как и другие лемуры, у представителей этого вида есть специальный коготь на втором пальце задней конечности, используемый для груминга. Как передние, так и задние конечности снабжены хватательными большими пальцами, позволяющими лучше обхватывать ветви и стволы деревьев. Подушечки шершавые, плоские и широкие, что также улучшает хват.

## Поведение
Поведение и социальная организация Propithecus edwardsi достаточно хорошо изучены. Это древесное, дневное, территориальное животное, живущее в группах. Самки доминируют над самцами, что типично для лемуров, но довольно редко для других приматов.
Рацион составляют зрелые и молодые листья и семена, дополнением рациону служат цветы, фрукты и грибы. В поисках пищи эти животные проделывают путь в 670 метров ежедневно.
Образуют группы от трёх до девяти особей (средний размер группы 4,8 особи). В зависимости от величины группы и полового состава, группа может быть как полигамной (с гаремом самцов либо самок), так и моногамной. Примерно половина особей обоего пола, родившихся в группе, покидает её. Самки покидают группы в подростковом возрасте, самцы как в подростковом, так и в зрелом возрасте.
Половой зрелости достигают в возрасте 2—3 лет. Брачный сезон проходит ежегодно в первые летние месяцы (на Мадагаскаре это декабрь и январь). Беременность длится около 180 дней. Самки приносят потомство зимой (с мая по июль).

## Распространение
Эндемики Мадагаскара, где населяют первичные и вторичные дождевые леса провинции Фианаранцуа. Встречаются на высоте от 600 до 1600 метров над уровнем моря. На севере ареал ограничен реками Мангуру и Униве, на юг распространяется до реки Риенара и национального парка Андрингитра.

## Статус популяции
Международный союз охраны природы присвоил этому виду охранный статус «вымирающий». По состоянию на 2008 год популяция насчитывала около 28,6 тыс. особей, из которых лишь 3,5 тыс. жили в охраняемых районах острова. Основные угрозы популяции — разрушение среды обитания и охота. Также вид очень чувствителен к перемене климата.